# Beauregard (Ain)
Beauregard è un comune francese di 886 abitanti situato nel dipartimento dell'Ain della regione Alvernia-Rodano-Alpi.

## Società

### Evoluzione demografica
Abitanti censiti

## Galleria d'immagini

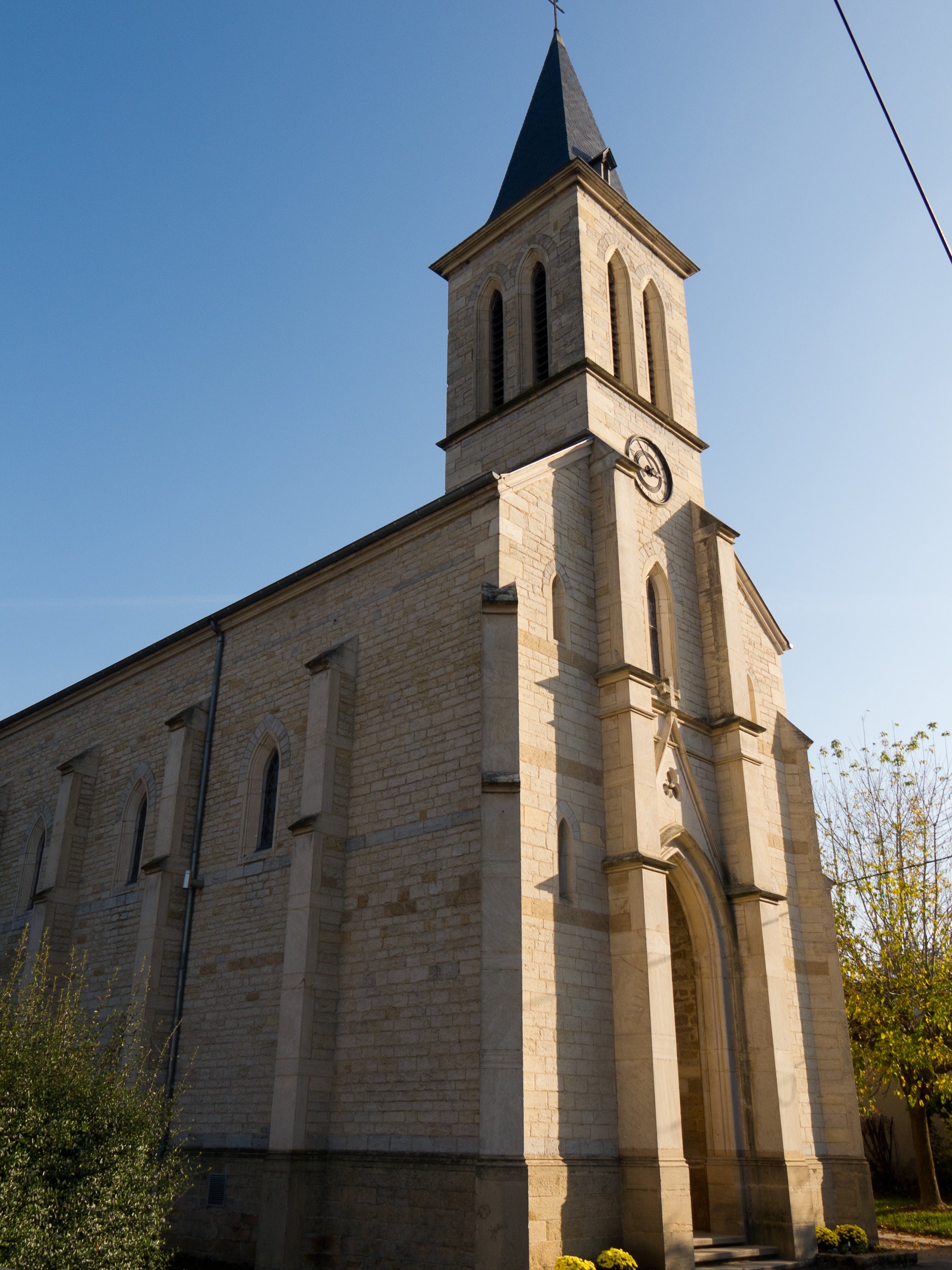
La chiesa di San Francesco d'Assisi
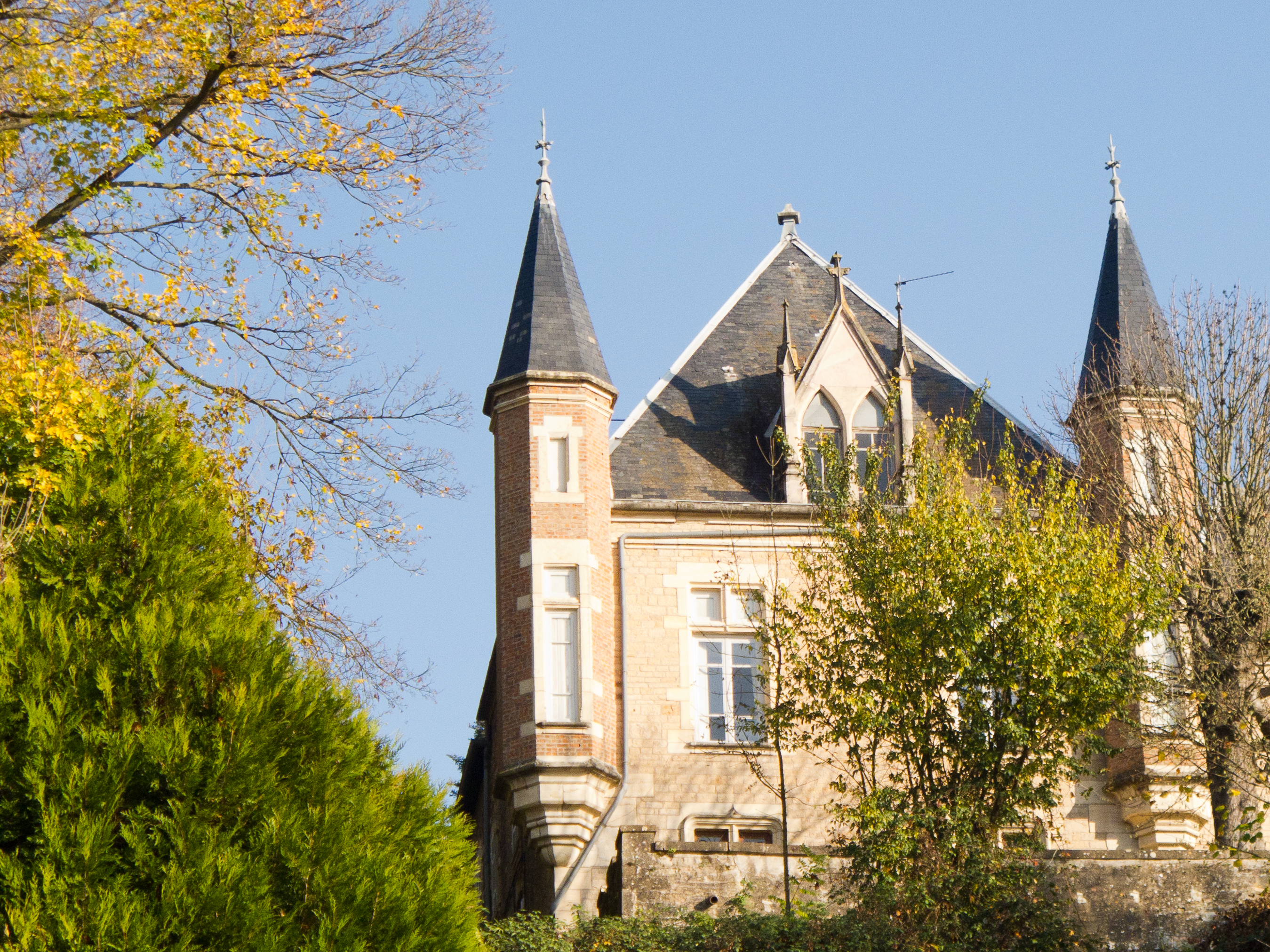
Il castello